# Aspergillus terreus
Aspergillus terreus (Aspergillus terreus Thorn) – gatunek grzybów z rodziny kropidlakowatych (Aspergillaceae). Gatunek kosmopolityczny, występujący na całym świecie, głównie w rejonach tropikalnych. Wykazuje oporność na amfoterycynę B.

## Systematyka i nazewnictwo
Pozycja w klasyfikacji według Index Fungorum: Aspergillus, Aspergillaceae, Eurotiales, Eurotiomycetidae, Eurotiomycetes, Pezizomycotina, Ascomycota, Fungi.
Takson ten po raz pierwszy zdiagnozowany został w 1918 r. przez Grega Thorna i według Index Fungorum nazwa podana przez tego autora jest prawidłowa. Później przez różnych autorów opisywany był pod różnymi nazwami i zaliczany do różnych rodzajów, wyróżniono też w jego obrębie różne podgatunki, odmiany i formy. Według Index Fungorum obecnie wszystkie one są synonimami Aspergillus terreus:

- Aspergillus aureoterreus Samson, S.W. Peterson, Frisvad & Varga 2011
- Aspergillus boedijnii Blochwitz 1934
- Aspergillus floccosus (Y.K. Shih) Samson, S.W. Peterson, Frisvad & Varga 2011
- Aspergillus neoafricanus Samson, S.W. Peterson, Frisvad & Varga 2011
- Aspergillus terreus var. africanus Fennell & Raper 1955
- Aspergillus terreus var. aureus Thom & Raper 1945
- Aspergillus terreus var. boedijnii (Blochwitz) Thom & Raper 1945
- Aspergillus terreus var. floccosus Y.K. Shih 1936
- Aspergillus terreus var. globosus J.N. Rai, S.C. Agarwal & J.P. Tewari 1971
- Aspergillus terreus var. subfloccosus Y.K. Shih 1936
- Aspergillus terreus var. terreus Thom 1918[1][4].

## Morfologia
Na podłożu Czapeka (CzA) stosunkowo szybko, wzrastają kolonie o zwartej aksamitnej czasem kosmatej strukturze płaskie lub o płytkim radialnym pobrużdżeniu koloru od cynamonopłowego do brązowego, rzadko od pomarańczowego do oranżu cynkowego. Spód kolonii jest żółty do brązowego. Główki konidioforów z łańcuszkami zarodników w zwartych długich kolumnach. Metule mają 5–7 × 2,0–2,5 μm długości, fialidy 5,5–7,5 × 1,0–2 μm. Zarodniki są przejrzyste, okrągłe do elipsoidalnych, gładkie o średnicy 1,5 × 2,5 μm}.

## Występowanie
Występuje w glebach na całym świecie, szczególnie w klimacie równikowym i podzwrotnikowym, najczęściej w Indiach. Został stwierdzony na gnijących roślinach, kompoście oraz kiszonce z traw i siana.

## Znaczenie
- Powoduje alergiczną aspergilozę dróg oddechowych oraz inwazyjną aspergilozę płucną[2],
- Jest przyczyną grzybicy skóry, oka, wątroby oraz rozsianej aspergillozy[5],
- Jest przyczyną grzybic u gołębiowatych, papugowych i psów[2],
- Wytwarzany jest z niego lek lowastatynę{[7],
- Wytwarza mykotoksyny – territrem A, citreowiridinę, citrininę, gliotoksynę, patulinę[8].
- Wytwarza cyklosporynę A – związek o działaniu immunosupresyjnym{[9].